# 尤佩达尔龙属
尤佩达尔龙（属名：Djupedalia）是浅隐龙科蛇颈龙亚目蛇颈龙已灭绝的一个属，生存于侏罗纪最末期的挪威斯匹次卑尔根岛中部。该属命名自以120万挪威克朗之预算资助化石发掘的挪威教育与研究部前部长奥伊史坦·尤佩达尔（Øystein Djupedal）。